# Kateřinice, Vsetín
Kateřinice là một làng thuộc huyện Vsetín, vùng Zlínský, Cộng hòa Séc.